# Limmen Bight
Limmen Bight är en vik i Australien. Den ligger i territoriet Northern Territory, omkring 580 kilometer sydost om territoriets huvudstad Darwin.
Savannklimat råder i trakten. Genomsnittlig årsnederbörd är 1 269 millimeter. Den regnigaste månaden är mars, med i genomsnitt 367 mm nederbörd, och den torraste är augusti, med 1 mm nederbörd.